# موتسوزاوا
موتسوزاوا  هي بلدية في اليابان، وبلدة في اليابان، تقع في مقاطعة تشوسي، وتشيبا، بلغ عدد سكانها 6,946  نسمة وذلك حسب إحصائيات سنة 2018، تبلغ مساحتها 35.59 كيلومتر مربع.